# Первомайское муниципальное образование (Фёдоровский район)
Первомайское муниципальное образование — сельское поселение в Фёдоровском районе Саратовской области Российской Федерации.
Административный центр — село Первомайское.

## История
Статус и границы сельского поселения установлены Законом Саратовской области от 27 декабря 2004 года № 107-ЗСО «О муниципальных образованиях, входящих в состав Фёдоровского муниципального района».

## Население
| 2010 | 2011 | 2012 | 2013 | 2014 | 2015 | 2016 |
| ---- | ---- | ---- | ---- | ---- | ---- | ---- |
| 945  | ↘942 | ↘909 | ↘873 | ↘834 | ↘820 | ↘789 |
| 2017 | 2018 | 2019 | 2020 | 2021 |      |      |
| ↘772 | ↘760 | ↘749 | ↘724 | ↘596 |      |      |

## Состав сельского поселения
| № | Населённый пункт | Тип населённого пункта       | Население |
| - | ---------------- | ---------------------------- | --------- |
| 1 | Мариновка        | село                         | →4        |
| 2 | Первомайское     | село, административный центр | ↘939      |
| 3 | Полеводино       | село                         | ↘2        |